# (278609) Avrudenko
(278609) Avrudenko est un astéroïde de la ceinture principale.

## Description
(278609) Avrudenko est un astéroïde de la ceinture principale. Il fut découvert le 5 août 2008 à Androuchivka par l'observatoire astronomique d'Androuchivka. Il présente une orbite caractérisée par un demi-grand axe de 2,30 UA, une excentricité de 0,22 et une inclinaison de 1,8° par rapport à l'écliptique.

## Compléments